# Paul de Munnik
Paul Frederik de Munnik (Dronten, 30 september 1970) is een Nederlandse zanger, bekend als lid van het duo Acda en De Munnik.

## Biografie
In zijn jeugd zong De Munnik in het kerkkoor van zijn moeder en speelde hij in een new-ageband. De Munnik was een jeugdvriend van acteur Kees Boot. Samen organiseerden zij de "grote avonden" (culturele avonden) op hun middelbare school, Almere College. Hij studeerde aan de Kleinkunstacademie in Amsterdam. Daar maakte hij voor het eerst kennis met Thomas Acda die op dat moment nog in hetzelfde gebouw op de Toneelschool zat. Ze studeerden in 1993 af met een gezamenlijke productie waarvoor ze de Pisuisse-prijs krijgen. Daarna gingen ze eerst weer even ieder hun eigen weg.
Na zijn afstuderen ging De Munnik ook lesgeven aan de Kleinkunstacademie. Hij speelde bovendien rollen in de televisieseries Pleidooi, Help en Een Galerij. Daarnaast werkte De Munnik nog als explicateur in het Nederlands Filmmuseum.

### Carrière
In 1995 kwamen Acda en De Munnik weer bij elkaar om samen een theatershow te maken met de naam Zwerf'On. De show was een groot succes, en ze kregen veelvuldig het verzoek om de liedjes ook op cd uit te brengen.
In 2007 trok De Munnik samen met Kees Prins en JP den Tex met het liedjesprogramma Op weg naar huis langs de Nederlandse theaters. Ook stelde hij het boek Ik heb een steen verlegd samen, met teksten van de door hem bewonderde Bram Vermeulen.
In het najaar van 2010 toerde De Munnik samen met Fernando Lameirinhas en Riet Muylaert door Nederland met Brellando, een voorstelling met liedjes van en geïnspireerd door Jacques Brel. In 2011/2012 toerde De Munnik langs de theaters samen met Maarten van Roozendaal met het programma Heimwee naar de hemel. Ze zongen daarin nummers van overleden zangers.
Begin 2014 kondigden Acda en De Munnik aan te stoppen als theaterduo. Er volgde een uitgebreide afscheidstournee, getiteld NAAM. Eind maart 2015 speelden zij de laatste voorstellingen in Koninklijk Theater Carré, waarbij Paul en Thomas geëerd werden met een Koninklijke onderscheiding en de Andreaspenning van de stad Amsterdam.
In het voorjaar van 2016 ging De Munnik op tournee in zeventien intieme kleine zalen met eigen werk. Voor zijn solo-album werkte De Munnik samen met Wouter Planteijdt.
Begin 2021 bracht De Munnik samen met Thomas Acda, Maan & Typhoon het nummer Als ik je weer zie uit. Hij is sinds maart 2021 onderdeel van de gelegenheidsformatie The Streamers, die tijdens de coronapandemie gratis livestream-concerten gaven. Nadat de coronaregels in grote lijnen los werden gelaten, kondigde de formatie ook concerten met publiek aan.
In maart 2021 verscheen het boek Zachtop lachen van schrijfster Malou Holshuijsen. Voor het luisterboek sprak De Munnik de teksten in van de psycholoog met wie het hoofdpersonage in gesprek is.
In januari 2022 verscheen Stap maar in bij mij, een samenwerking met MEAU. Vanaf maart 2023 is het duo Acda en De Munnik weer bij elkaar.

## Theaterprogramma's

### Acda en De Munnik
- 1996-1998: Zwerf'on[2]
- 1998: Op Voorraad
- 1998-1999: Deel II
- 2000-2001: Deel III
- 2002: Trilogie
- 2003: Groeten Uit Maaiveld
- 2004: Work in Progress
- 2004-2005: Ren Lenny Ren
- 2006: Op Voorraad III, Jaren ver van hier
- 2007-2009: Acda en De Munnik spelen
- 2010: Ode
- 2011: Ode II
- 2012-2013: ‘t Heerst
- 2014-2015: NAAM (afscheidstournee)

### Solo
- 2016-2017: Nieuw
- 2017: Geen Club als Feyenoord
- 2018-2019: Goed jaar

### Maarten van Roozendaalen Paul de Munnik
- 2011-2012:  Heimwee naar de hemel

## Discografie
- Gemeinsame Normdatei: 1169845029
- MusicBrainz: db9f60ec-f1dd-4f44-885c-d0f0500edf42
- Virtual International Authority File: 3943154076033511860008
- WorldCat: E39PBJtH3rw69D8RFWHRyjYVmd